# The Great American Bash 2007
The Great American Bash 2007 was een professioneel worstel-pay-per-viewevenement dat geproduceerd werd door World Wrestling Entertainment. Dit evenement was de vierde editie van The Great American Bash en vond plaats in de HP Pavilion in San Jose (Californië) op 22 juli 2007.
De belangrijkste gebeurtenis was een match tussen de kampioen John Cena en Bobby Lashley voor het WWE Championship.

## Matchen
| Nr.                                                                          | Match | Winnaar(s)                   |
| ---------------------------------------------------------------------------- | --- | ---------------------------- |
| -                                                                            | Chuck Palumbo vs. Chris Masters in een een-op-eenmatch | Chuck Palumbo                |
| 1                                                                            | Montel Vontavious Porter (c) vs. Matt Hardy in een een-op-eenmatch voor het WWE United States Championship                                                            | Montel Vontavious Porter (c) |
| 2                                                                            | Chavo Guerrero (c) vs. Jimmy Wang Yang vs. Shannon Moore vs. Jamie Noble vs. Funaki vs. Hornswoggle in een Cruiserweight Open voor het WWE Cruiserweight Championship | Hornswoggle (nc)             |
| 3                                                                            | The Sandman vs. Carlito in een Singapore Cane on a Pole match | Carlito                      |
| 4                                                                            | Candice Michelle (c) vs. Melina in een een-op-eenmatch voor het WWE Women's Championship                                                                              | Candice Michelle (c)         |
| 5                                                                            | Umaga (c) vs. Jeff Hardy in een een-op-eenmatch voor het WWE Intercontinental Championship                                                                            | Umaga (c)                    |
| 6                                                                            | John Morrison (c) vs. CM Punk in een een-op-eenmatch voor het ECW World Championship                                                                                  | John Morrison (c)            |
| 7                                                                            | Dusty Rhodes vs. Randy Orton in een Texas Bullrope match | Randy Orton                  |
| 8                                                                            | The Great Khali (c) vs. Kane vs. Batista in een Triple Threat match voor het World Heavyweight Championship                                                           | The Great Khali (c)          |
| 9                                                                            | John Cena (c) vs. Bobby Lashley in een een-op-eenmatch voor het WWE Championship                                                                                      | John Cena (c)                |
| (c) huidige kampioen voor en na de match \| (nc) nieuwe kampioen na de match | |                              |